# Trường Trung học phổ thông Nguyễn Thị Minh Khai
Trường Trung học Phổ thông Nguyễn Thị Minh Khai (Tên cũ: Trường nữ Gia Long, Trường nữ sinh Áo Tím; tên khác: Miki) là một trường trung học phổ thông công lập ở Thành phố Hồ Chí Minh. Được thành lập vào năm 1913, đến nay trường là một trong những đơn vị lâu đời nhất của nền giáo dục Việt Nam.
Năm 2012, trường được Ủy ban Nhân dân Thành phố Hồ Chí Minh công nhận là Di tích Kiến trúc Nghệ thuật cấp Thành phố.

## Lịch sử

### Thời Pháp thuộc

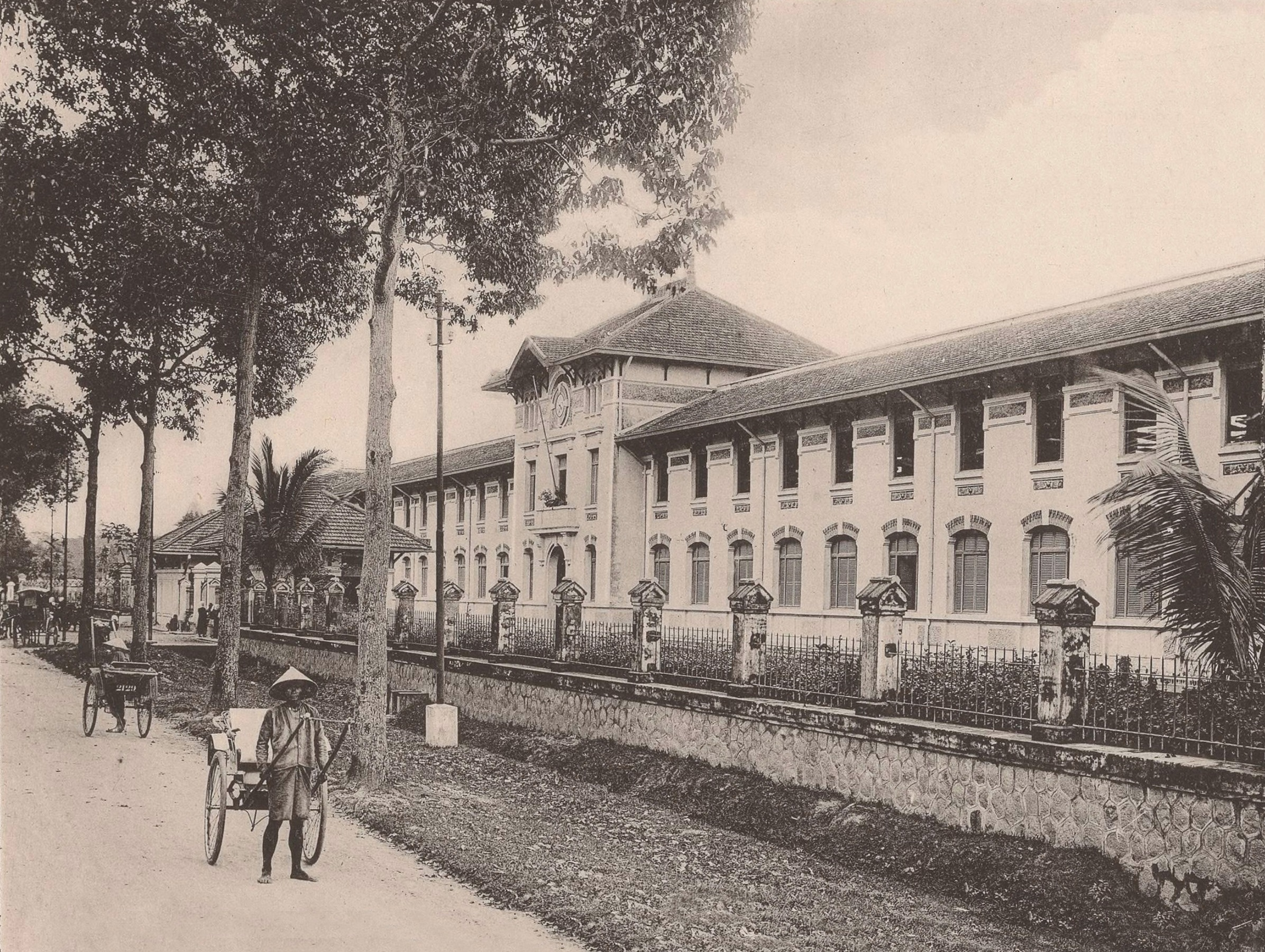
Trường nữ sinh vào năm 1922

Khoảng đầu thế kỷ 20, nền giáo dục còn mang tính chất Nho giáo ở Việt Nam ít chú trọng đến giáo dục nữ giới. Đến năm 1908, Nghị viên Hội đồng Quản hạt Nam Kỳ Lê Văn Trung cùng bà vợ của Tổng đốc Đỗ Hữu Phương đề nghị chính quyền thực dân Pháp thành lập một ngôi trường đa cấp dành cho nữ. Đề nghị được chấp nhận nhưng mãi đến 1913 ngôi trường mới được khởi công trên một khu đất rộng đường Legrand de la Liraye, Sài Gòn (nay thuộc đường Điện Biên Phủ, Thành phố Hồ Chí Minh), việc khởi công chậm này là vì không có kinh phí .
Năm 1915, trường được xây dựng xong và cũng trong năm ấy trường khai giảng khóa đầu tiên; toàn quyền Đông Dương khi đó là ông Ernest Nestor Roume và Thống đốc Courbeil là người cắt băng khánh thành và tuyên bố khai giảng. Khóa đầu tiên trường tuyển 42 nữ sinh, đồng phục khi này là áo dài tím, tượng trưng cho sự tinh khiết của phụ nữ Việt Nam nên trường còn có tên là Trường Nữ sinh Áo Tím. Tất cả nữ sinh trường đều cư ngụ ở Sài Gòn và vùng lân cận, mãi về sau mới có cư xá dành cho nữ sinh đến từ các tình, thành phố khác. Trường đào tạo thành nhiều cấp: Đồng ấu (Enfantin), Cao đẳng (Supérieur). Năm cuối Sơ học (CEP), học sinh phải thi lấy Chứng chỉ Căn bản Giáo dục sau khi tốt nghiệp những lớp cao cấp.
Năm 1918, vì số lượng học sinh gia tăng, trường xây dựng thâm một tòa nhà thứ hai song song với tòa nhà cũ. Tòa nhà mới có nhiều chức năng: tầng dưới dùng làm cư xá cho các học sinh xa nhà, phía sau là bệnh xá, phòng giặt và nhà bếp trong một ngôi nhà trệt. Đây đồng thời cũng là nơi giảng dạy các môn nữ công gia chánh và thêu thùa.
Đến tháng 9 năm 1922, toàn quyền Albert Sarraut khai giảng lớp đầu tiên của bậc Trung học Đệ nhất Cấp. Một phiến đá bằng cẩm thạch khắc chữ COLLÈGE DES JEUNES FILLES INDIGÈNES (Trường Của Những Thiếu Nữ Bản Xứ) được dựng lên trước cổng trường, tuy nhiên trường vẫn được biết đến nhiều hơn với cái tên Trường Nữ Sinh Áo Tím. Hiệu trưởng đầu tiên là một cô giáo người Pháp tên là Lagrange. Để được vào học, học sinh phải vượt qua khóa thi căn bản giáo dục và kỳ thi tuyển vào trường. Thời gian này tiếng Pháp được dạy từ cấp lớp căn bản, là ngôn ngữ chính thức dùng trong việc giảng dạy các lớp bậc trung học đệ nhất cấp, trong trường nữ sinh chỉ được dùng tiếng Pháp để giao tiếp; còn tiếng Việt chỉ được dạy mỗi tuần 2 tiếng trong giờ Việt Văn.
Tuy trường khi này do người Pháp quản lý nhưng phong trào đấu tranh chống thực dân trong học sinh vẫn âm ỉ; trong thập niên 1920, ít nhất đã hai lần nữ sinh trường xuống đường: một lần vào khoảng đầu năm 1920 nhân khi một giáo viên người Pháp yêu cầu học sinh người Việt phải nhường ghế ở hàng đầu cho học sinh người Pháp ngồi, và vào năm 1926 để tang cho Phan Châu Trinh. Đến hè năm 1940, quân đội Nhật chiếm đóng cơ sở trường rồi sau đó đến quân đội Anh, trường dời về trường tiểu học Đồ Chiểu tại vùng Tân Định; cũng trong những năm 1940, trường đổi tên: Collège Gia Long, rồi Lycée Gia Long.
Năm 1947, khi được người Anh trao trả, trường bị hư hại nhiều đến nỗi vị hiệu trưởng lâm thời phải vận động quyên góp tài chính để tu sửa trường. Năm 1949, trường lại được mở rộng: một tòa nhà hai tầng được xây mới ở đường Bà Huyện Thanh Quan để đáp ứng số lượng học sinh ngày càng tăng. Cũng trong năm 1949, nữ sinh trường cùng với nam sinh trường Petrus Ký tổ chức bãi khóa kỷ niệm ngày Nam Kỳ Khởi Nghĩa dẫn đến việc trường bị nhà cầm quyền cho đóng cửa.

### Thời Quốc gia Việt Nam
Đến năm 1950, sau một cuộc đấu tranh dài hơi có sự góp sức của đông đảo học sinh các trường khác ở khắp vùng Sài Gòn - Gia Định (trong số ấy có nhiều học sinh đã hy sinh, như Trần Văn Ơn của trường Petrus Ký) trường được mở cửa lại và đánh dấu một sự kiện lớn: lần đầu tiên hiệu trưởng là người Việt đồng thời cũng là một cựu nữ sinh của trường: cô Nguyễn Thị Châu. Đến 1952, chương trình giáo dục Việt dần thay thế chương trình giáo dục Pháp; nữ sinh phải học cả hai ngoại ngữ là Anh-Pháp song song. Kỳ thi tuyển vào trường rất khó và được đem so sánh với kỳ thi vào trường dành cho nam là Lycée Petrus Ký với số học sinh tham dự đến từ khắp nơi trong miền Nam: Sài Gòn, Chợ Lớn, Gia Định, Biên Hòa, Tân An... (một cuộc tuyển sinh vào hệ trung học trường vào khoảng năm 1971 được ghi nhận như sau: có tổng cộng 8000 học sinh ghi danh và thi tuyển nhưng chỉ có 819 đậu.) Năm 1953, đồng phục trường đổi từ áo dài tím sang áo dài trắng với phù hiệu của trường là đóa mai vàng khâu lên trên áo. Chương trình giáo dục bằng tiếng Pháp của trường sau đó cũng được đổi sang tiếng Việt và tên trường đổi thành tên tiếng Việt Trường Nữ Trung học Gia Long.

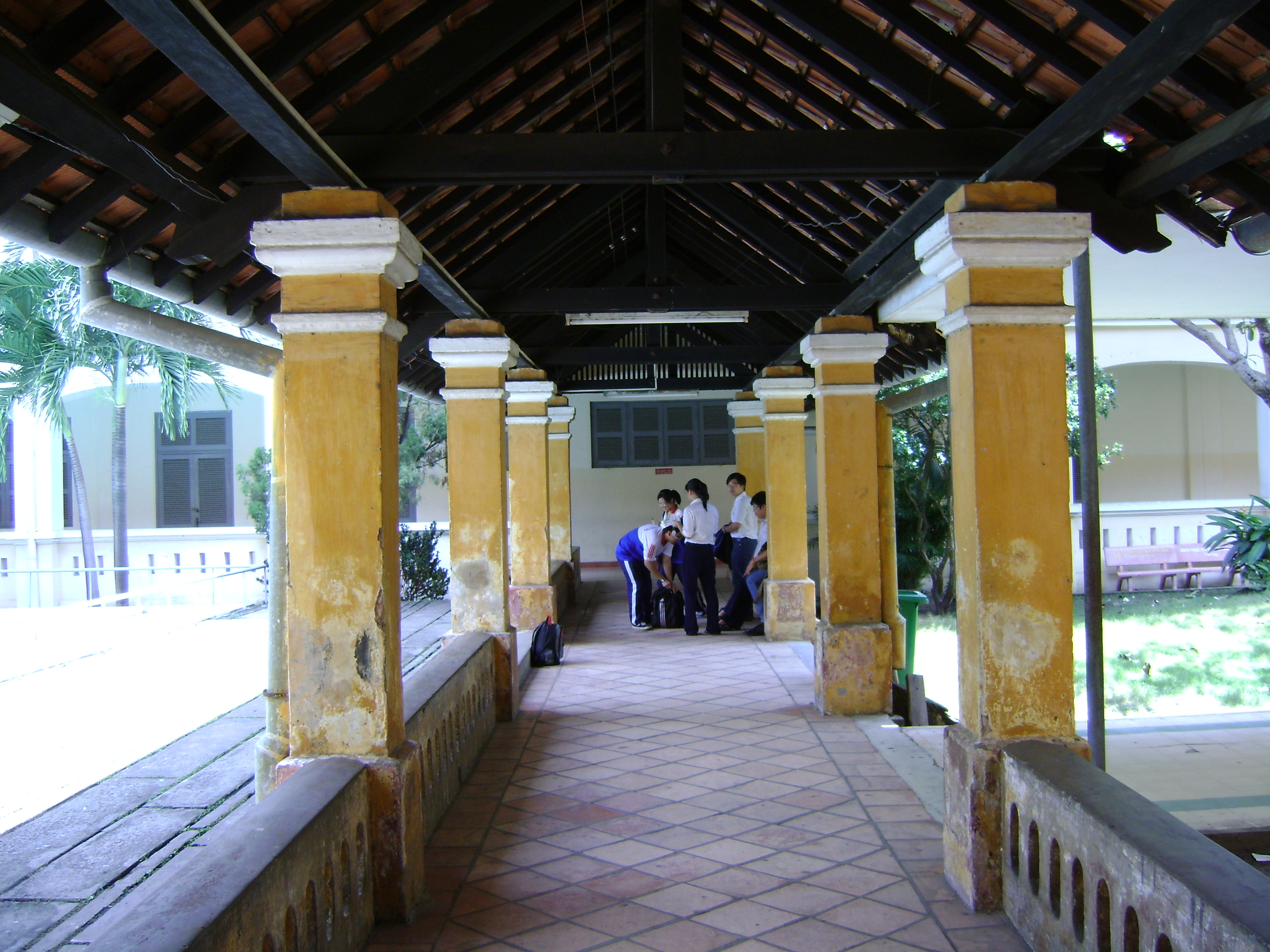
Lối đi dẫn đến thư viện và dãy học mới

### Thời Việt Nam Cộng hòa
Suốt những năm sau đó, trường vẫn tiếp tục phát triển: 1965, xây thêm thư viện; 1964 trường bỏ nội trú, sửa các phòng ở thành phòng học; số lượng lớp của trường chừng 55 lớp học từ đệ Tứ đến đệ Nhất (tương đương lớp 9 đến lớp 12 bây giờ) học buổi sáng; 45 lớp từ đệ Thất đến đệ Ngũ (tương đương lớp 6 đến lớp 8 bây giờ) học buổi chiều với tổng cộng 3000 học sinh.  .

### Sau năm 1975
Sau sự kiện 30 tháng 4 năm 1975, trường được chính quyền mới đổi tên thành Trường Phổ thông cấp 2-3 Nguyễn Thị Minh Khai. Niên khóa 1978-1979, Trường giải thể cấp 2, thu nhận nữ sinh lẫn nam sinh, đổi tên thành Trường Trung học Phổ thông Nguyễn Thị Minh Khai tới bây giờ.
Năm 2003, trường được đưa vào danh mục của 55 công trình đề nghị điều tra xác lập di tích kiến trúc cổ của Sài Gòn - Thành phố Hồ Chí Minh.
Hiện nay, cách Thành phố Hồ Chí Minh khoảng 20 cây số có một khu làng đặc biệt, được cất lên từ năm 2000. Đặc biệt vì khu làng mang tên Làng Gia Long (tên cũ của trường PTTH Nguyễn Thị Minh Khai) và bây giờ, là nơi các thế hệ thầy, cô học trò trường Áo Tím - Gia Long - Minh Khai có thể về đây sum họp khi lớn tuổi.

### Danh sách hiệu trưởng

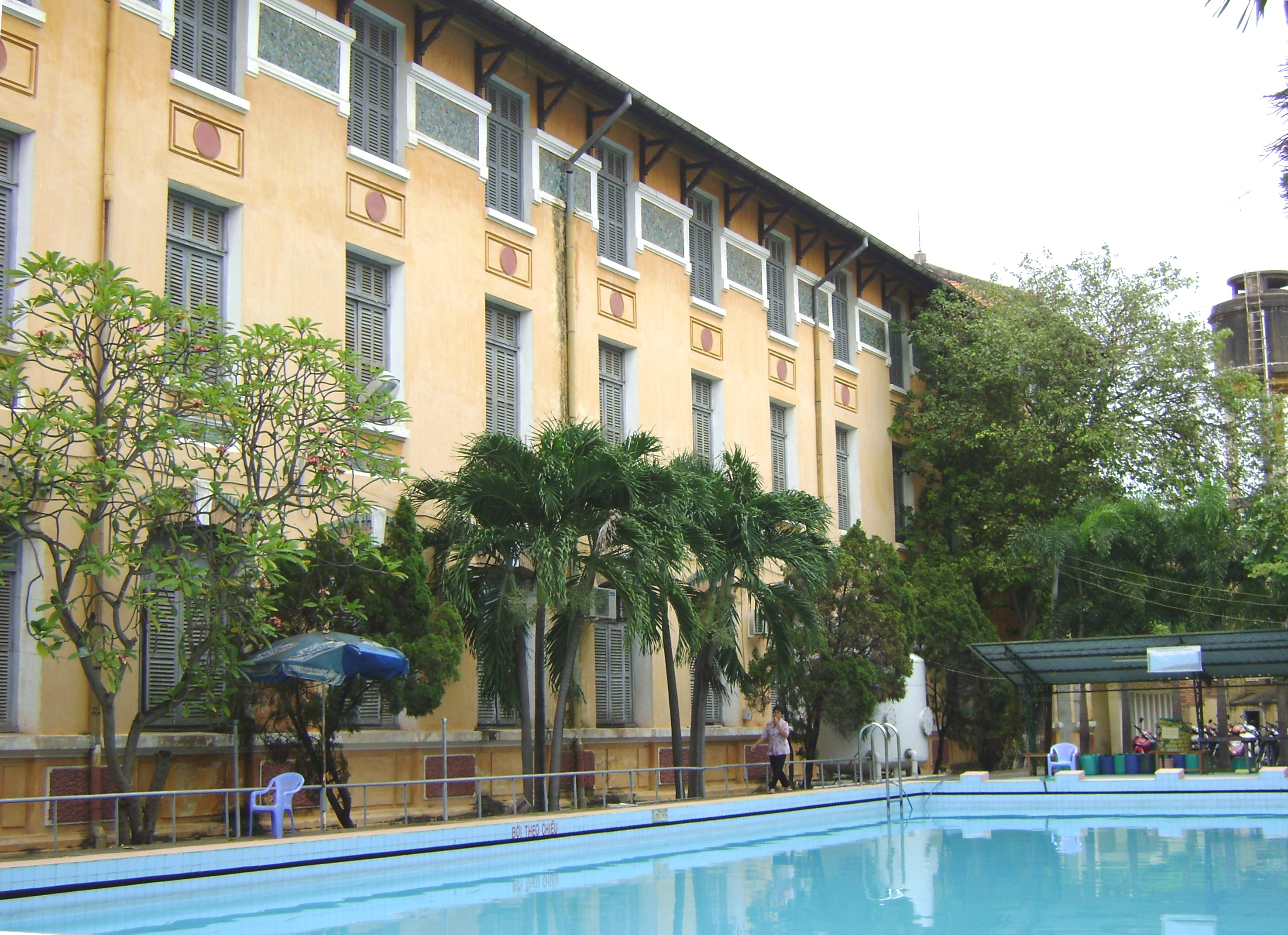
Bể bơi

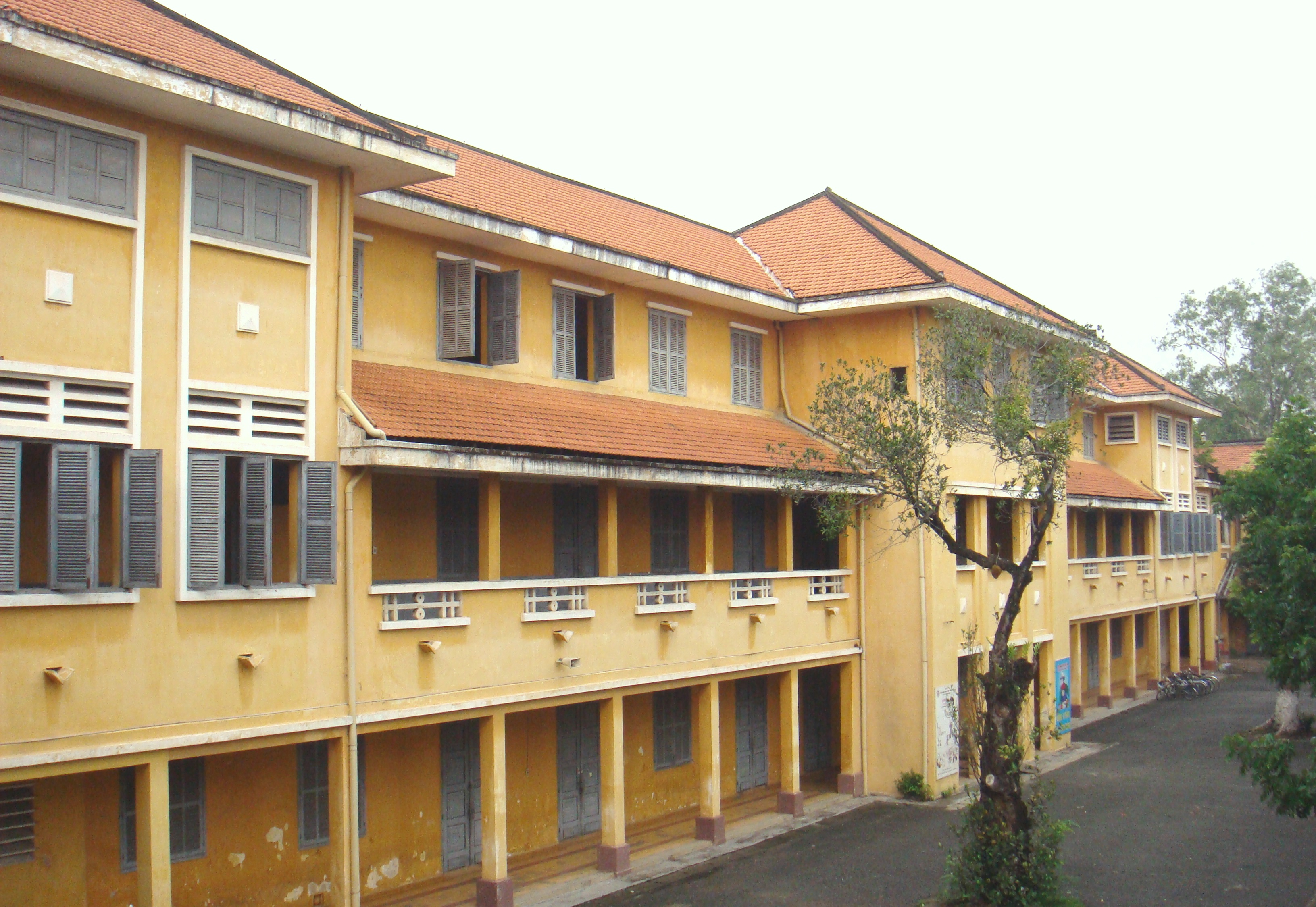
Dãy Bà Huyện Thanh Quan

| Năm học   | Hiệu trưởng                |
| --------- | -------------------------- |
| 1914-1920 | Lagrange                   |
| 1920-1922 | Lorenzi                    |
| 1922-1926 | Pascalini                  |
| 1926-1942 | Saint Marty                |
| 1942-1945 | Fourgeront                 |
| 1945-1947 | Malleret                   |
| 1950-1952 | Nguyễn Thị Châu            |
| 1952-1963 | Huỳnh Hữu Hội              |
| 1963-1964 | Nguyễn Thu Ba              |
| 1964-1965 | Trần Thị Khuê              |
| 1965-1969 | Trần Thị Tỵ                |
| 1969-1975 | Phạm Văn Tất (Võ Bạch Cúc) |
| 1975-1992 | Trần Thị Tỵ                |
| 1992-1997 | Nguyễn Thị Thanh Tâm       |
| 1997-2011 | Dương Thị Trúc Bạch        |
| 2011-2017 | Phạm Thị Lệ Nhân           |
| 2017-nay  | Nguyễn Thị Hồng Chương     |

### Thành tích[10]
- Năm 1989, bằng khen của Chủ tịch Hội đồng Bộ trưởng (nay là Thủ tướng Chính phủ)
- Năm 1999, Huân Chương Lao động hạng III do Chủ tịch nước trao tặng
- Năm 2003, Huân Chương Lao động hạng II do Chủ tịch nước trao tặng[11]
- Đạt thành tích cao trong các kì Olympic 30/04; các kì Hội khỏe phù đổng, SEAGAME...
- Năm 2006, bằng khen của TW Đoàn TNCS Hồ Chí Minh vì thành tích xuất sắc nhiều năm liên tục
- Năm 2007, bằng khen của Thủ tướng Chính phủ
- Năm 2007-2008, bằng khen và cờ của Tổng Liên Đoàn Lao động Việt Nam
- Năm 2008, bằng khen của Công đoàn Giáo dục Việt Nam (nhiệm kỳ III)
- Bằng khen của Bộ Giáo dục và Đào tạo năm học 2009-2010, 2011-2012, 2012-2013
- Bằng khen của Hội liên hiệp Phụ nữ Việt Nam
- Giấy khen vì có thành tích đạt tỷ lệ tốt nghiệp cao của Giám đốc Sở GD-ĐT năm học 2010-2011
- Lá cờ đầu ngành Giáo dục Thành phố
- Cờ đơn vị dẫn đầu khối Trung học phổ thông của Thành Đoàn
- Cờ "Đơn vị dẫn đầu phong trào thi đua" năm học 2014-2015
- Năm 2012, Bằng xếp hạng Di tích Kiến trúc Nghệ thuật của Chủ tịch UBND TP.HCM
- Năm 2012, Giấy chứng nhận Đạt tiêu chuẩn giáo dục của Giám đốc Sở GD-ĐT
- Năm 2013, Huân Chương Lao động hạng I do Chủ tịch nước trao tặng [12]
- Năm 2014, bằng khen "Xuất sắc trong phong trào bảo vệ anh ninh Tổ quốc" của Bộ trưởng Bộ Công an
- Năm 2015, danh hiệu "Tập thể lao động xuất sắc" của Chủ tịch UBND TP.HCM
- Cờ của UBND năm học 2001-2001, 2006-2007, 2008-2009, 2010-2011, 2012-2013
- Bằng khen của Chủ tịch UBND Thành phố Hồ Chí Minh năm học 2006-2007, 2008-2009

## Đào tạo và Mở rộng quan hệ

### Đào tạo
Giáo viên được phân làm các tổ bộ môn chuyên trách Văn học, Sử học, Địa lý, GDCD, Ngoại ngữ, Toán học, Vật Lý, Hoá Học, Sinh Học, Kĩ thuật, Tin Học, Thể dục. Ngoài ra còn có các phòng ban chức năng khác: Công đoàn, Đoàn Thanh niên.
Nhà trường hiện có:
- 46 phòng học tiên tiến
- 01 phòng Multimedia
- 01 phòng Lab
- 01 phòng dự án
- 04 phòng nghe nhìn
- 03 phòng thí nghiệm
- 03 phòng bộ môn,
- 04 phòng vi tính
- 01 thư viện
- 03 hội trường
- 01 phòng Y tế
- 01 Nhà thể thao đa năng (596m²)
- Sân bãi TDTT (594m²) gồm đường chạy 60m, sân bóng đá (sân cỏ), sân bóng rổ (sân xi măng).
- 01 Phòng tập Judo (244m²)
- 01 hồ bơi (250m²).

Năm học 2020-2021 trường có 16 lớp 10, 16 lớp 11 và 16 lớp 12 (Mỗi khối có 13 lớp ngoại ngữ chính là tiếng Anh và 2 lớp ngoại ngữ chính là tiếng Pháp, 1 lớp học theo chương trình Tích Hợp).

### Đổi mới
Từ những năm cuối của thập kỉ trước, trường Trung học phổ thông Minh Khai đã trở thành những trường tiên phong trong phương pháp giảng dạy với hàng loạt đổi mới mà nổi bật trong đó là áp dụng các phương pháp dạy học tối ưu hiện tại cùng việc ứng dụng công nghệ thông tin vào thiết kế bài giảng. Với sự phát triển công nghệ thông tin trong trường học, năm 2004, trường đã được tập đoàn INTEL (Mỹ) mời tham gia các dự án và phương pháp học tập mới. Tiếp đến, tập đoàn VVOB (Bỉ) và Microsoft tiếp tục đề nghị trường tham gia dự án học tập khác vào các năm kế.
Các dự án nhanh chóng nhận được sự ủng hộ nhiệt tình của các học sinh và giáo viên. Thành công được ghi nhận bằng việc cựu chủ tịch tập đoàn INTEL toàn cầu - Craig Barrett, thứ trưởng Bộ Giáo dục Nguyễn Tấn Phát cùng nhiều quan chức cấp cao viếng thăm ngày 27 tháng 2 2006. Năm 2008, tập đoàn VVOB mời tổ Vật lý tham gia ghi hình một tiết học để làm tư liệu mẫu cho tất cả các quốc gia trên thế giới có tham gia dự án.
Năm 2003, trường được đưa vào danh mục của 55 công trình đề nghị điều tra xác lập di tích kiến trúc cổ của Sài Gòn - Thành phố Hồ Chí Minh.
Năm 2012, trường được Ủy ban Nhân dân Thành phố Hồ Chí Minh công nhận là Di tích Kiến trúc Nghệ thuật cấp Thành phố.

### Mở rộng quan hệ

#### Giao lưu và liên kết giáo dục
Hằng năm trường đều đón tiếp hai phái đoàn từ các trường Pháp sang thăm, và gửi hai lượt học sinh sang Pháp giao lưu học tập.
Ngoài việc liên kết với các trường Pháp, trường còn liên kết với các tổ chức giáo dục Đức và gửi học sinh sang Đức giao lưu học tập hằng năm.
Trường còn kết nối với các đại học lớn trên thế giới như Thái Lan, Nhật Bản, Đài Loan và Singapore... hợp tác liên kết đào tạo. Cho phép các trường thuộc Đại học Quốc gia Singapore và Đại học Công nghệ Nanyang tổ chức các buổi hội thảo mời gọi du học tại Singapore.

#### Các trường liên kết
Hiện trường đang kết nghĩa với khoảng 20 trường Pháp và 1 trường Úc.
- Albert Camus (Paris), Jean-Moulin (Lyon)...
- 2008-2009: kết nghĩa với trường Trung học Canley Vale, Úc[16]

## Nhân vật tiêu biểu

### Học sinh tiêu biểu
| Chính trị - Xã hội - Nguyễn Thị Diệu - nữ anh hùng trong phong trào giải phóng dân tộc, thống nhất đất nước của Việt Nam. - Lê Đoan - nhà báo nữ hy sinh đầu tiên (1966) tại chiến trường Nam Bộ. - Bùi Thị Mè - nguyên Thứ trưởng Bộ Lao động, Thương Binh và Xã hội, Bà mẹ Việt Nam Anh hùng - Nguyễn Thị Manh Manh - nhà thơ mở đầu Phong trào Thơ Mới, nhà báo, nhà hoạt động nữ quyền - Bà Tùng Long - nhà văn, nhà giáo, Tổng thư ký Hội Phụ Nữ Việt Nam Cộng hòa - Vũ Kim Hạnh - nguyên Tổng Biên tập báo Tuổi trẻ, Chủ tịch Hội Doanh nghiệp hàng Việt Nam chất lượng cao - Nguyễn Ngọc Dung (hay Nguyễn Thị Xuân) - đại sứ Việt Nam đầu tiên tại Liên Hợp Quốc, nguyên Vụ trưởng Vụ báo chí của Bộ Ngoại giao, nguyên Phó Tổng thư ký Ủy ban Trung ương MTTQVN đại diện phía Nam - Trương Mĩ Lệ - nguyên Phó ban tổ chức Thành ủy - Võ Thị Thắng - nguyên Tổng cục trưởng Tổng cục Du lịch - Đoàn Lê Hương - nguyên Chủ tịch Hội Chữ thập đỏ Việt Nam - Lê Tú Cẩm - nguyên Phó Giám đốc Sở Văn hóa Thể thao TP HCM - Nguyễn Thị Tú - Hội trưởng Hội Liên hiệp phụ nữ giải phóng miền Nam Việt Nam | Kinh tế - Tài chính - Nguyễn Thị Hoa Lệ - Tổng Giám đốc Công ty Cổ phần Du lịch Hòa Bình Việt Nam, Anh hùng lao động - Phạm Uyên Nguyên - Giám đốc công ty Chứng khoán Bảo Việt, chi nhánh TP HCM - Lê Hải Liễu - Tổng giám đốc Công ty gỗ Đức Thành - Nguyễn Anh Nguyên - Phó Tổng Giám đốc Công ty Unilever, Việt Nam | Khoa học - Giáo dục - PGS.TS Vũ Thị Nhung - nguyên Giám đốc BV Phụ sản Hùng Vương - Nguyễn Thị Ngọc Phượng - nguyên Giám đốc BV Phụ sản Từ Dũ, Anh hùng Lao động - Nguyễn Thị Loan - nguyên Ủy viên Ban chấp hành Phụ nữ cứu quốc Nam Bộ, nguyên hiệu trưởng Trường TH Sư phạm mầm non TP HCM - TS. Nhan Cẩm Trí - Phó Hiệu trưởng trường Đại học Kinh tế - Tài chính TP HCM, MC | Văn hóa - Nghệ thuật - Danh ca Hoàng Oanh - NSND Thúy Hoan - NSƯT Đàm Loan - Thiệu Ánh Dương - diễn viên, luật sư - Ánh Tuyết - ca sĩ - Ngô Mỹ Uyên - người mẫu, ảo thuật gia, Hoa hậu điện ảnh năm 1994, Hoa hậu thời trang quốc tế Ai Cập năm 1999 - Phạm Toàn Thắng - nhạc sĩ, ca sĩ - Tim - ca sĩ. - Ông Cao Thắng - ca sĩ - Thanh Ngọc - ca sĩ nhóm Mắt Ngọc - Thuý Nga - ca sĩ nhóm Mắt Ngọc - Minh Thư - ca sĩ. - Minh Thuận - ca sĩ, diễn viên. - Dưa Leo (nghệ sĩ hài độc thoại) - Sỹ Thanh - ca sĩ, VJ - Sỹ Luân - nhạc sĩ, ca sĩ, MC - Đoàn Nguyên Khang - MC - Nguyễn Hoàng Phúc (Dustin Phúc Nguyễn) - MC, VJ - Tú Vi - diễn viên - Đình Hiếu - diễn viên - Vũ Long - diễn viên - Hồ Trung Dũng - ca sĩ - Minh Tuyết - ca sĩ |

### Giáo viên tiêu biểu[10][19]
- cô Trần Thị Tỵ, cựu hiệu trưởng, Nhà giáo ưu tú
- Cô Nguyễn Thị Thanh Tâm, cựu hiệu trưởng
- cô Nguyễn Bạch Hồng
- cô Phạm Thị Thiệt
- cô Dương Thị Trúc Bạch, nguyên hiệu trưởng, Nhà giáo ưu tú, Phó Chủ tịch hội Khuyến học Thành phố.
- cô Nguyễn Thị Kim Hoa, nguyên hiệu phó
- thầy Trần Văn Khánh, nhà giáo ưu tú và hiệu phó
- cô Quyền Thị Kim Yến - tổ trưởng tổ Lý, nhận giải thưởng Võ Trường Toản lần I, 1998
- cô Nguyễn Thị Phi Hồng - tổ trưởng tổ Văn, nhận giải thưởng Võ Trường Toản lần V, 2002
- cô Trần Thị Ngọc Hoài - nguyên tổ trưởng tổ Sử, nhận giải thưởng Võ Trường Toản lần VII, 2004
- cô Hoàng Thuý Anh - tổ trưởng tổ Sinh, nhận giải thưởng Võ Trường Toản lần VIII, 2005
- cô Trần Thị Thu Thủy - tổ trưởng tổ Hóa, nhận giải thưởng Võ Trường Toản lần X, 2007
- cô Trần Vũ Thị Hiếu Hạnh, giải thưởng Võ Trường Toản lần XIV
- thầy Lê Hồng Phong, giải thưởng Võ Trường Toản lần XVI
- cô Cao Ngọc Phương Trinh
- thầy Đỗ Tấn Phong - giáo viên Thể dục chuyên huấn luyện điền kinh, bóng chuyền, bóng rổ, là người phát triển phong trào thể thao - văn nghệ tại trường (thành lập đội tuyển bóng chuyền nữ và đêm nhạc xuân Tuổi Hồng)
- Cùng nhiều giáo viên nhận được bằng khen của Thủ tướng Chính phủ, Bộ Giáo dục, Chủ tịch ủy ban nhân dân...

## Thành tích học tập
Là một trong các trường THPT dẫn đầu thành phố về thành tích học tập và chất lượng đào tạo, năm học 2008 - 2009, tỉ lệ học sinh đạt điểm sàn ĐH của trường là 93,7%, trong đó, 85,5% học sinh đậu ĐH, CĐ.

### Kỳ thi Olympic tháng 4
| Năm học   | Tổng số huy chương | HC Vàng | HC Bạc | HC Đồng |
| --------- | ------------------ | ------- | ------ | ------- |
| 2005-2006 | 19                 | 2       | 7      | 10      |
| 2007-2008 | 26                 | 2       | 11     | 13      |
| 2008-2009 | 23                 | 5       | 10     | 8       |
| 2016-2017 | 41                 | 22      | 12     | 7       |

### Kỳ thi Học sinh Giỏi Thành phố
| Năm học   | Tổng số giải | Giải Nhất | Giải Nhì | Giải Ba |
| --------- | ------------ | --------- | -------- | ------- |
| 2005-2006 | 33           |           |          |         |
| 2006-2007 | 34           | 7         | 12       | 15      |
| 2007-2008 | 31           | 10        | 9        | 11      |
| 2008-2009 | 34           | 10        | 13       | 11      |
| 2010-2011 | 40           | 14        | 12       | 14      |
| 2017-2018 | 34           |           |          |         |
| 2019-2020 | 30           | 5         | 7        | 18      |

## Phong trào và hoạt động ngoại khóa

### Câu lạc bộ
Hiện nay, trường có 10 câu lạc bộ (CLB) trực thuộc Đoàn trường chia thành hai lĩnh vực chính là học thuật và văn nghệ:
- CLB Báo chí - Truyền thông Minh Khai 8:15: Phụ trách các hoạt động truyền thông nội bộ trong trường như cập nhật tin tức, sự kiện, phát hành nội san, phát thanh radio, tổ chức chương trình âm nhạc định kỳ theo tuần được gọi là Glamophone và tổ chức triển lãm định kỳ theo năm.
- CLB Nhiếp ảnh Momento: Phụ trách mặt hình ảnh các sự kiện lớn nhỏ trong trường, đồng thời tổ chức các buổi workshop về phim ảnh,...
- CLB Tiếng Anh M.E.U - MIKI English Union: Phụ trách các cuộc thi liên quan đến Tiếng Anh, đón tiếp các đoàn giao lưu ngoại quốc, tổ chức sự kiện Anh ngữ thường niên.
- CLB Khoa học Ong Sáng Tạo: Với trọng tâm thiên về học thuật, CLB gồm có các mảng nhỏ như Lý - Tin, Hóa học, Tên lửa nước,... Là sân chơi cho những học sinh yêu thích nghiên cứu khoa học, sáng tạo. Các hoạt động của CLB: Chế tạo tên lửa nước, làm nến,... Ngoài ra, CLB còn tham dự các hội thi khoa học, học thuật dành cho học sinh như Hội thi tên lửa nước.
- CLB Tiếng Pháp Bonjour Croissant: Phụ trách việc giao lưu với Pháp, Tổng Lãnh Sự Pháp, đại diện trường trong các sự kiện thường niên liên quan đến tiếng Pháp.
- CLB Nhảy The Grafts
- CLB Múa đương đại The Lights
- CLB Nhảy cổ động The Gun
- CLB Hát Muzika: Là câu lạc bộ trực thuộc mảng hát của Đoàn Trường Minh Khai. MuziKa đã ghi dấu ấn của mình thông qua các sự kiện lớn nhỏ khác nhau như: Liên Hoan Chú Ve Con Và Aerobic Mầm Non, Tuổi Hồng Minh Khai, các chương trình cộng tác với trường Đại Học Khoa Học-Xã hội Và Nhân Văn,... Qua đó, MuziKa đã trở thành sân chơi cho các thế hệ học sinh đam mê ca hát khi còn ở môi trường học đường, ngoài ra còn góp phần xây dựng và phát triển lực lượng nòng cốt trong đội ngũ văn nghệ của trường THPT Nguyễn Thị Minh Khai.
- CLB Nhạc cụ Minh Khai (Jam;ere)
- CLB Cộng tác viên MCC - Miki Collaborators Club

Ngoài ra, còn có các tổ chức và CLB do học sinh thành lập và đóng vai trò hỗ trợ nhân lực, truyền thông cho các hoạt động thuộc Nhà trường và Đoàn trường: MKAS - Minh Khai Art Studio, Spirits of Minh Khai, Miki Rock Club,...

### Hoạt động ngoại khóa tổ bộ môn
Hằng năm, các tổ bộ môn tổ chức các hoạt động ngoại khóa, thông qua đó vừa tạo sân chơi vừa giúp học sinh nắm vững kiến thức bộ môn.
- Ngoại khóa Địa: Tìm hiểu về văn hóa các dân tộc thiểu số Việt Nam và trình diễn văn nghệ các điệu múa dân tộc (2015-2016), Tìm hiểu và trình diễn các tiết mục văn nghệ về biển đảo Việt Nam (2016-2017), Tìm hiểu và thực hiện nội san về di sản thiên nhiên (2018-2019), Tìm hiểu và thực hiện nội san về di sản văn hoá vật thể và phi vật thể (2019-2020),...
- Ngoại khóa Văn: Tổ chức xem các vở kịch "29 này anh về" (2015-2016), "Rau răm ở lại" (2016-2017), "Vườn nho đắng" (2018-2019), "Bông hồng cài áo" (2019-2020) tại sân khấu Hoàng Thái Thanh,...
- Ngoại khóa Anh: Cuộc thi Spelling Bee (2015-2016), Cuộc thi Hùng biện tiếng Anh (2014-2015, 2016-2017), Cuộc thi Rung Chuông Vàng (2018-2019, 2019-2020),...
- Ngoại khóa Lý: Tổ chức xem xiếc định kỳ hằng năm tại rạp xiếc Thành Phố
- Ngoại khóa Toán
- Ngoại khoá Hóa - Sinh
- Ngoại khóa liên môn Văn - Sử - Địa: Tham dự chương trình "Âm vang đất nước" của nhà thiết kế áo dài Lê Sĩ Hoàng (2016-2017),...

### Hướng nghiệp
Mỗi năm, trường THPT Nguyễn Thị Minh Khai tổ chức 3-4 buổi hướng nghiệp cho học sinh khối 11 và 12 với sự tham dự của các chuyên viên tư vấn, các giáo viên đến từ các trường đại học trong thành phố. Tại đây, học sinh được thông tin thêm về cách thức tuyển sinh cũng như các vấn đề xoay quanh môi trường đại học, ngành nghề v.v
Bên cạnh đó, trường thường xuyên tổ chức các buổi tham quan đến các trường đại học, thường xuyên nhất là các đại học sau: ĐH Việt Đức, ĐH RMIT,...

### Hội trại chào đón học sinh khối 10
Hội trại chào đón học sinh khối 10 được tổ chức vào cuối tháng 8 hàng năm nhằm chào đón thế hệ học sinh mới của trường. Trước ngày diễn ra hội trại, học sinh khối 10 sẽ cùng chuẩn bị băng rôn, slogan, biểu tượng,... cho tiểu trại của mình.
Hội trại thường có các hoạt động như sau:
- Phần thi kiến thức: Rung chuông vàng, Đố vui,...
- Phần thi vận động: Kéo co, Nhảy bao bố,...
- Phần thi văn nghệ.

Đây không chỉ là dịp để các học sinh khối 10 làm quen với trường lớp, bạn bè mà còn là cơ hội gắn kết các thế hệ học sinh.

### Hội trại truyền thống 9/1
Được tổ chức nhân dịp kỷ niệm ngày Học sinh - Sinh viên hàng năm (9/1), Hội trại truyền thống 9/1 là sân chơi dành cho các học sinh khối 12. Trước khi diễn ra hội trại, học sinh các lớp 12 sẽ dựng các cổng trại đại diện cho tiểu trại của mình cũng như chuẩn bị cho các phần thi.
Hội trại thường có các hoạt động như sau:
- Phần thi kiến thức
- Phần thi áo lớp
- Phần thi văn nghệ
- Phần thi ẩm thực
- Flashmob

### Tuổi Hồng Minh Khai
Tuổi Hồng Minh Khai là đêm nhạc xuân thường niên do Trường THPT Nguyễn Thị Minh Khai tổ chức nhằm gây quỹ thiện nguyện và tạo sân chơi giao lưu văn nghệ. Trải qua nhiều thập niên phát triển, hiện nay chương trình là một trong những sự kiện âm nhạc học sinh uy tín và lâu đời nhất của Thành phố Hồ Chí Minh.
Đây là đêm nhạc có chủ đề, gồm hai thành phần tham gia biểu diễn là Đội Văn nghệ Minh Khai và nghệ sĩ khách mời. Pinkier là tên gọi dành riêng cho người hâm mộ của chương trình, trong khi đó Tổng lực Minh Khai dùng để chỉ tập thể học sinh, giáo viên tổ chức và vận hành Tuổi Hồng Minh Khai.

#### Lịch sử

##### Giai đoạn hình thành
Trong quá trình công tác, giáo viên bộ môn thể dục Đỗ Tấn Phong luôn đại diện trường tham gia các cuộc thi văn nghệ giáo viên do thành phố tổ chức, đồng thời còn phụ trách hướng dẫn đội nhạc kịch. Với đam mê âm nhạc sâu sắc, ngày 4/12/1994, thầy Phong đã trình lên Nhà trường kế hoạch tổ chức một chương trình ca múa nhạc thường niên trước Tết Nguyên đán dành cho toàn thể giáo viên và học sinh. Kế hoạch được chấp thuận với nguồn kinh phí đến từ Nhà trường và quỹ cha mẹ phụ huynh học sinh. Nhà trường cũng phân công thầy Phong cùng Đoàn trường kết hợp tổ chức chương trình. Lúc này, chương trình được đặt tên là Văn nghệ Minh Khai.
Công tác tổ chức được tiến hành gấp rút ngay sau đó. Những tiết mục chất lượng tốt nhưng không được diễn trong dịp văn nghệ 20/11 của trường sẽ được chọn diễn ở Văn nghệ Minh Khai. Tập thể giáo viên và học sinh cũng chuẩn bị nhiều tiết mục mới. Sân khấu đầu tiên của chương trình diễn ra vào đầu năm 1995 tại hội trường của Trường Đại học Kinh tế Thành phố Hồ Chí Minh, với đa dạng loại hình từ múa, hát, độc tấu sáo trúc đến ngâm thơ, dựng hoạt cảnh và cả ảo thuật. Đây cũng là lần đầu tiên sáng tác thời học sinh của nhạc sĩ Phạm Uyên Nguyên mang tên Hành khúc Minh Khai được biểu diễn rộng rãi, tạo động lực để nhạc sĩ viết tiếp Ngồi lại bên nhau - một ca khúc quen thuộc trong giới học sinh, sinh viên thời bấy giờ. Về sau, nhiều ca khúc tự sáng tác của học sinh Minh Khai cũng được chọn biểu diễn trong chương trình như Học sinh Minh Khai của Phạm Hoàng Long, Ngôi trường dấu yêu của Ngô Anh Huy, Nam sinh nữ sinh của Phạm Toàn Thắng và Minh Khai trong tôi của Đặng Minh Duy (Krix).
Năm học 1995-1996, chương trình chuyển địa điểm tổ chức về Nhà Văn hóa Thanh Niên Thành phố Hồ Chí Minh. Năm học 1997-1998, Văn nghệ Minh Khai chính thức được tổ chức tại trường. Cũng trong thời gian này, lấy cảm hứng từ những kỷ niệm thời học sinh trong ca khúc Tuổi Hồng (sáng tác bởi nhạc sĩ Thế Hiển), chương trình được đổi tên thành Tuổi Hồng Minh Khai và lấy ngày 4 tháng 12 hằng năm làm dịp kỷ niệm thành lập.

##### Tạm ngừng tổ chức
Sau 04 lần tổ chức thành công, giáo viên Đỗ Tấn Phong tiếp tục lãnh đạo chương trình ở năm học 1998-1999. Trong quá trình chuẩn bị, một nghệ sĩ nổi tiếng đương thời là thân nhân của học sinh trong trường đã được mời đến biểu diễn trong ngày sự kiện Tuổi Hồng Minh Khai. Điều đó thu hút sự quan tâm không chỉ ở nội bộ trường mà còn ở các khu vực lân cận. Nhận thấy khả năng gây quỹ thiện nguyện của chương trình, Ban Giám hiệu Nhà trường yêu cầu thầy Phong mời nghệ sĩ về biểu diễn để tổ chức bán vé vào năm học sau. Cho rằng điều này sẽ làm mất đi ý nghĩa ban đầu của chương trình, thầy đã từ chối và mâu thuẫn xảy ra. Cuối cùng, vì lý do tuổi tác, giáo viên Đỗ Tấn Phong quyết định nghỉ hưu không lâu sau đó.
Thiếu đi người quán xuyến chủ chốt cùng nhiều nguyên nhân khác, Tuổi Hồng Minh Khai không tổ chức trong các năm học 1999-2000 và 2000-2001.

##### Hoạt động bình thường
Kế thừa truyền thống và nguyện vọng của giáo viên và các thế hệ học sinh, năm học 2001-2002, Ban Giám hiệu Nhà trường phân công Chi đoàn giáo viên với sự hỗ trợ từ phía học sinh tái khởi động chương trình Tuổi Hồng Minh Khai (chủ yếu là các thầy cô tự phân công nhau quản lý việc tổ chức cho học sinh), cùng lúc đó chỉ đạo bán vé để gây quỹ từ thiện phục vụ các công tác xã hội trong và ngoài trường. Chương trình vì thế chính thức có 02 thành phần tham gia biểu diễn là Đội Văn nghệ Minh Khai và nghệ sĩ khách mời. Thời điểm này, tổng số năm hoạt động của Tuổi Hồng Minh Khai gộp cả giai đoạn tạm ngừng, tức là 8 năm thay vì 6 năm. Như vậy, có thể chia lịch sử tổ chức Tuổi Hồng Minh Khai thành 02 giai đoạn chính: Từ năm 1998 trở về trước (04 năm đầu) không có nghệ sĩ khách mời và từ năm 1999 trở về sau có sự góp mặt của nghệ sĩ khách mời.Đầu năm học 2004-2005, Tuổi Hồng Minh Khai được giao cho Đoàn trường quản lý hoàn toàn. Năm học 2009-2010, chương trình không tiếp tục sử dụng hội trường mà thuê dựng sân khấu biểu diễn ở sân chính.
| Lần | Thời gian           | Giá vé                            | Khách mời |
| --- | ------------------- | --------------------------------- | --- |
| 1   | 1995                | Không bán vé và không mời nghệ sĩ | Không bán vé và không mời nghệ sĩ |
| 2   | 1996                | Không bán vé và không mời nghệ sĩ | Không bán vé và không mời nghệ sĩ |
| 3   | 1997                | Không bán vé và không mời nghệ sĩ | Không bán vé và không mời nghệ sĩ |
| 4   | 1998                | Không bán vé và không mời nghệ sĩ | Không bán vé và không mời nghệ sĩ |
| 5   | 1999                | Không bán vé                      | Lý Hải(?) |
| 6   | 2000                | Không tổ chức                     | Không tổ chức |
| 7   | 2001                | Không tổ chức                     | Không tổ chức |
| 8   | 2002                |                                   | |
| 9   | 2003                |                                   | |
| 10  | 2004                |                                   | |
| 11  | 2005                | 10.000 đồng                       | Lam Trường, Đàm Vĩnh Hưng, Tóc Tiên, Sỹ Luân, MTV, Mắt Ngọc                                                                                              |
| 12  | 2006                |                                   | |
| 13  | 2007                |                                   | |
| 14  | 2008                |                                   | |
| 15  | Thứ Ba, 20/01/2009  |                                   | |
| 16  | 2010                |                                   | |
| 17  | Thứ Tư, 26/01/2011  |                                   | |
| 18  | Thứ Hai, 16/01/2012 |                                   | Phạm Quỳnh Anh,... |
| 19  | Thứ Bảy, 02/02/2013 | 40.000 đồng                       | Đông Nhi, Ông Cao Thắng, Noo Phước Thịnh, Lam Trường, Anh Vũ, Phương Vy, Đinh Mạnh Ninh, V.Music                                                         |
| 20  | Thứ Sáu, 24/01/2014 | 45.000 đồng                       | Đông Nhi, Ông Cao Thắng, Noo Phước Thịnh, Lam Trường, 365 daband, Sỹ Luân, Thanh Bùi, Minh Thư, dancer Ngọc Thịnh                                        |
| 21  | Thứ Năm, 12/02/2015 | 55.000 đồng                       | Đông Nhi, Ông Cao Thắng, Noo Phước Thịnh, 365daband, Hari Won, Trung Quân Idol, FB Boiz, FBand                                                           |
| 22  | Thứ Sáu, 29/01/2016 | 60.000 đồng                       | Noo Phước Thịnh, 365daband, Hari Won, Miu Lê, Tóc Tiên, Only C, Karik, FB Boiz, dancer So You Think You Can Dance 2015, BB&BG, Duy Khánh (MC)            |
| 23  | Thứ Sáu, 20/01/2017 | 70.000 đồng                       | Vũ Cát Tường, Soobin Hoàng Sơn, Trịnh Thăng Bình, Chi Dân, Only C, Lou Hoàng, MONSTAR, Cao Bá Hưng                                                       |
| 24  | Thứ Tư, 07/02/2018  | 100.000 đồng                      | Đông Nhi, The Lyrícist, Justatee, Trịnh Thăng Bình, Đen Vâu, Bùi Anh Tuấn, Uni5, Karik, Only C, Phương Ly, Trung Quân Idol                               |
| 25  | Thứ Sáu, 25/01/2019 | 130.000 đồng                      | Đông Nhi, The Lyrícist, Justatee, Trịnh Thăng Bình, Đen Vâu, Bùi Anh Tuấn, Vũ., Binz, Lynk Lee, Suboi, The Flob, Hiền Hồ, KLAF                           |
| 26  | Thứ Năm, 16/01/2020 | 180.000 đồng                      | Đông Nhi, The Lyrícist, Phan Mạnh Quỳnh, Đức Phúc, BigDaddy, Emily, Binz, Thái Đinh, Tiên Tiên, Trang, Táo, Obito, Seachains, VJ Dustin Phúc Nguyễn (MC) |
| 27  | Thứ Bảy, 09/10/2022 | 200.000 đồng                      | Thúy Vân, Wren Evans, Grey D, Phương Ly, 7UPPERCUTS, Seachains, Gonzo, Orange, Wowy, GDucky, Chillies                                                    |

#### Tính chất

##### Chủ đề chương trình
Dù có sự tham gia của hai đối tượng khác biệt là Đội Văn nghệ và nghệ sĩ khách mời, Tuổi Hồng Minh Khai luôn tìm được sự kết nối nhằm tạo cảm xúc tự nhiên cho khán giả và thông qua đó gửi đi những thông điệp tích cực.
Mỗi kỳ tổ chức Tuổi Hồng Minh Khai sẽ có một chủ đề riêng và chủ đề này quyết định nội dung tiết mục của Đội Văn nghệ và danh sách nghệ sĩ khách mời. Vì thế, để thuận tiện trong khâu thiết kế nội dung, chủ đề chương trình luôn nằm trong nội hàm của khái niệm "hạnh phúc" vì đây là nhu cầu, mục tiêu chung của mọi người.
Lấy ví dụ ở kỳ mới nhất là Tuổi Hồng 26: Chương trình đã chọn chủ đề Đến Đỉnh Cao vì thành công, nhất là khi đứng đầu lĩnh vực, là một thuộc tính của hạnh phúc. Với sự dẫn dắt của chủ đề, Đội Văn nghệ đã biểu diễn hành trình đi đến đỉnh cao âm nhạc của một nữ ca sĩ giả tưởng, trong khi đó các nghệ sĩ được mời tham gia đều có thành tựu đỉnh cao trong sự nghiệp.

##### Văn nghệ trường học
Yếu tố văn nghệ học sinh là điểm đặc biệt tách bạch Tuổi Hồng Minh Khai khỏi những chương trình âm nhạc bình thường. Ở đây, các vũ công và ca sĩ có độ tuổi từ 15 đến 18, được tổ chức luyện tập trong khoảng thời gian tối đa là 03 tháng với sự biên đạo và hướng dẫn từ chính giáo viên, cựu học sinh và học sinh của trường.

##### Nghệ sĩ khách mời
Để cân bằng thời lượng với các tiết mục văn nghệ của trường, những năm gần đây, số lượng nghệ sĩ khách mời tham gia Tuổi Hồng Minh Khai thường dao động trong khoảng 10 - 15 người với nhiều cá tính âm nhạc khác nhau, trải đều ở các dòng nhạc Mainstream, Indie và Underground. Họ đều là những người nổi tiếng với giới trẻ đương thời, nhất là đối tượng học sinh và sinh viên. Nhiều người trong số đó là cựu học sinh của trường. Một số nghệ sĩ nổi tiếng từng tham gia Tuổi Hồng Minh Khai:
- 365daband
- Bùi Anh Tuấn
- BigDaddy
- Binz
- Đàm Vĩnh Hưng
- Đen Vâu
- Đông Nhi[26][30]

Rất là nhiều năm rồi Nhi có cơ hội đồng hành cùng Minh Khai trong chương trình Tuổi Hồng. Các bạn lúc nào cũng sung, dễ thương và nhiệt tình. Chúc cho Tuổi Hồng sẽ ngày một lớn mạnh hơn nữa.
- Đức Phúc[33]
- Hiền Hồ[30]
- Justatee
- Karik
- Lam Trường
- Miu Lê
- Noo Phước Thịnh
- Nhóm Mắt Ngọc (Thanh Ngọc và Thuý Nga là cựu học sinh)
- Only C
- Ông Cao Thắng (cựu học sinh)
- Suboi
- Tóc Tiên
- Trịnh Thăng Bình
- Trúc Nhân
- Trung Quân Idol
- Tiên Tiên
- Vũ.
- Phan Mạnh Quỳnh

##### Hoạt động thiện nguyện
Theo thông tin từ Ban Giám hiệu Nhà trường, toàn bộ lợi nhuận bán vé của Tuổi Hồng Minh Khai sau khi trừ đi chi phí tổ chức sẽ được dùng cho các công tác cấp phát học bổng khuyến học và hỗ trợ cuộc sống dân cư trên địa bàn TP HCM.
Cụ thể, năm học 2017-2018 (Tuổi Hồng 24), trường THPT Nguyễn Thị Minh Khai đã xây dựng Nhà Tình Bạn tại ấp Bốn Phú, huyện Củ Chi (60 triệu đồng); hỗ trợ quà cho Mái ấm Tâm Đức tại quận 4 (5 triệu đồng); trao 15 suất học bổng cho những học sinh khá giỏi có hoàn cảnh khó khăn nhân ngày thành lập Đoàn TNCS Hồ Chí Minh (10 triệu đồng).
Năm học 2018-2019 (Tuổi Hồng 25), Nhà trường trao sổ tiết kiệm 15 triệu đồng đến mẹ Việt Nam Anh hùng Nguyễn Thị Gòn; trao sổ tiết kiệm 20 triệu đồng đến một học sinh trong trường có hoàn cảnh đặc biệt khó khăn; trao 30 suất học bổng cho những học sinh khá giỏi có hoàn cảnh khó khăn nhân ngày thành lập Đoàn TNCS Hồ Chí Minh (16 triệu đồng).

#### Cơ cấu tổ chức
- Ban Tổ chức

Ban Tổ chức là đơn vị chính (cùng Ban Giám hiệu Nhà trường) hoạch định và tổ chức Tuổi Hồng Minh Khai, cũng như quản lý Tổng lực Minh Khai và đưa ra mọi quyết định liên quan đến chương trình. Giáo viên đang giữ chức vụ Trợ lý Thanh niên được phân công vị trí Trưởng BTC, chịu trách nhiệm trước toàn bộ hoạt động của Tuổi Hồng Minh Khai. Trưởng BTC hiện tại là thầy Nguyễn Văn Ba.
| Năm | Giáo viên                                                                   | Cựu học sinh | Học sinh |
| --- | --------------------------------------------------------------------------- | --- | --- |
| 24  | Thầy Nguyễn Văn Ba, thầy Lê Vủ Linh, thầy Phan Lê Anh Nhật, cô Trần Ái Nhân | Đặng Phúc Thịnh (1215), Nghiêm Vũ Hiệp Phát (1316), Đặng Thị Thùy Trang (1417) | Trần Ngọc Tú Uyên, Trần Phương Nhi, Thân Đặng Nguyệt Minh, Bùi Ngọc Long, Nguyễn Minh Hạnh Đoan (1518), Lê Đào Thục Mai, Nguyễn Lâm Nhi (1619) |
| 25  | Thầy Nguyễn Văn Ba, thầy Lê Vủ Linh, thầy Phan Lê Anh Nhật, cô Trần Ái Nhân | Uông Đình Minh Quân, Nghiêm Vũ Hiệp Phát, Lê Đoàn Phương Anh (1316), Đặng Thị Thùy Trang (1417), Trần Ngọc Tú Uyên, Thân Đặng Nguyệt Minh, Nguyễn Trọng Nghĩa, Nguyễn Ngọc Anh Chi, Nguyễn Minh Hạnh Đoan, Bùi Ngọc Long (1518) | Lê Đào Thục Mai, Nguyễn Lâm Nhi (1619), Vũ Hồ Nam, Trần Như Quỳnh, Huỳnh Ngọc Vân Cát (1720)                                                   |
| 26  | Thầy Nguyễn Văn Ba, thầy Lê Vủ Linh, thầy Phan Lê Anh Nhật, cô Trần Ái Nhân | Nghiêm Vũ Hiệp Phát, Lê Đoàn Phương Anh (1316), Đặng Thị Thùy Trang (1417), Đặng Ngọc Duy Khang, Nguyễn Cao Hoàng Minh, Nguyễn Trọng Nghĩa, Bùi Ngọc Long, Nguyễn Hoàng Phương (1518)                                           | Trần Như Quỳnh, Huỳnh Ngọc Vân Cát, Mai Thúy Ngân (1720), Huỳnh Kim Ngân (1821)                                                                |

- Đội Văn nghệ

Đội Văn nghệ gồm giáo viên và các CLB văn nghệ trực thuộc Đoàn trường là CLB Hát và Nhạc cụ MuziKa, CLB Nhảy The Grafts, CLB Nhảy cổ động The Gun và CLB Múa đương đại The Lights. Thành viên của Đội Văn nghệ được tuyển chọn bởi Ban Điều hành các CLB thông qua buổi try-out. Đội trưởng Đội Văn nghệ là (các) cá nhân được chỉ định bởi BTC dựa trên những yêu cầu về năng lực nghệ thuật, kinh nghiệm quản lý và khả năng làm việc dưới áp lực.
Hoạt động trong Tuổi Hồng Minh Khai, Đội Văn nghệ là nòng cốt biểu diễn chính trên sân khấu đồng thời hỗ trợ thực hiện các sản phẩm truyền thông.
- Đội Nhân sự

Đội Nhân sự trên thực tế chính là Ban Chấp hành Đoàn trường đương nhiệm với đội trưởng mặc định là Bí thư Đoàn trường.
Hoạt động trong Tuổi Hồng Minh Khai, Đội Nhân sự phụ trách đảm bảo tiến độ luyện tập của Đội Văn nghệ cùng những hoạt động khác có liên quan; hỗ trợ công tác bán vé và quản lý sổ sách thu chi; hoàn thành các nhiệm vụ khác do BTC phân công.
- Đội Hậu cần

Đội Hậu cần trên thực tế chính là CLB Khoa học Ong Sáng Tạo với đội trưởng mặc định là Chủ nhiệm CLB. Tuy nhiên, BTC có thể chỉ định một cá nhân khác làm đội trưởng nếu Chủ nhiệm CLB đương nhiệm không phù hợp với vị trí này.
Hoạt động trong Tuổi Hồng Minh Khai, Đội Hậu cần phụ trách thiết kế, sản xuất đạo cụ sử dụng trong hoạt động truyền thông (theo yêu cầu của Đội Truyền thông nếu có) và tiết mục văn nghệ của trường (theo yêu cầu của Đội Văn nghệ nếu có).
- Đội Truyền thông

Thành lập tháng 11/2017, Đội Truyền thông gồm các CLB học thuật trực thuộc Đoàn trường là CLB Báo chí - Truyền thông Minh Khai 8:15 và CLB Nhiếp ảnh Momento. Cũng như Đội Văn nghệ, sẽ có một đợt tuyển được tổ chức trong nội bộ CLB vào cuối năm (tháng 10 hoặc tháng 11) nhằm chọn ra những cá nhân tốt nhất để kết nạp vào Đội Truyền thông. Tùy vào nhu cầu, Đội Truyền thông có thể mở rộng đối tượng ứng tuyển là các thế hệ học sinh Minh Khai.
Đội trưởng tiền nhiệm là người chỉ định tân đội trưởng dựa trên những yêu cầu về năng lực truyền thông, kinh nghiệm quản lý và khả năng làm việc dưới áp lực. Quyết định này không cần thông qua sự đồng ý của BTC.
Dù có tuổi đời non trẻ nhất, Đội Truyền thông đã tạo nhiều dấu ấn với những xu hướng mới lạ cũng như bài viết hài hước, một trong số đó là linh vật Nguyễn Thị Tuổi Hồng; sở hữu hệ sinh thái truyền thông với 05 kênh quảng bá trên nhiều nền tảng (Facebook, Instagram và YouTube), nhiều mục đích khác nhau (thông tin, giải trí và tương tác).
Hoạt động trong Tuổi Hồng Minh Khai, Đội Truyền thông phụ trách các mảng: Nhiếp ảnh, điện ảnh, thiết kế đồ họa, quảng cáo, PR và quan hệ báo chí.
- Cộng tác viên

Cộng tác viên là lực lượng hỗ trợ vận hành chương trình trong ngày sự kiện, gồm các vị trí: Trang điểm, làm tóc, trang phục, âm thanh, ánh sáng và bảo vệ.

#### Chủ đề từng năm
- Tuổi Hồng 24 'Người Trong Tôi'[25]

Lần tổ chức thứ 24, lấy cảm hứng từ câu chuyện về cuộc sống con người ở tương lai, Tuổi Hồng Minh Khai chọn chủ đề Người Trong Tôi nhằm gửi đến thực tại thông điệp sâu sắc về bản ngã và lựa chọn:
| “ | Ai cũng có cá tính riêng độc nhất, đôi khi ta có cảm giác như đã đánh mất nó bởi những yếu tố ngoại cảnh nhưng cuối cùng thì quyết định níu lại hay để mất cái chất riêng đó lại nằm ở mỗi người chứ chẳng thuộc về ai, về cái gì. | ” |

- Tuổi Hồng 25 'Hãy Cứ Mơ'[27]

Lần tổ chức thứ 25, lấy cảm hứng từ thành phố Hồ Chí Minh năng động và nhiều cơ hội, Tuổi Hồng Minh Khai chọn chủ đề Hãy Cứ Mơ (trong một số văn bản khác gọi là Thành phố Hãy Cứ Mơ) nhằm lan tỏa thông điệp tích cực:
| “ | Hãy Cứ Mơ, dù chẳng đến bờ, dù chẳng thành thơ, dù bận trăm nỗi tơ lòng; vì mọi giấc mơ đều xứng đáng được trao một cơ hội để bắt đầu. | ” |

Về mặt truyền thông chủ đề, Đội Văn nghệ đã sáng tác ca khúc Hãy Cứ Mơ và thực hiện một video âm nhạc đăng lên trang chủ của chương trình.
- Tuổi Hồng 26 'Đến Đỉnh Cao'[31]

Lần tổ chức thứ 26, lấy cảm hứng từ Tab Thịnh hành đầy cạnh tranh và hấp dẫn của YouTube, Tuổi Hồng Minh Khai chọn chủ đề Đến Đỉnh Cao nhằm vinh danh một thái độ sống cầu tiến, vươn lên làm chủ đam mê và ước mơ:
| “ | Đến Đỉnh Cao, đến với thử thách và nỗ lực khôn cùng để không chùn bước trong hành trình cứ mơ. | ” |

Chủ đề này cũng liên quan mật thiết đến chủ đề các năm trước là Người Trong Tôi và Hãy Cứ Mơ. Đứng cùng nhau theo thứ tự tăng dần, chúng tạo thành một lời động viên tích cực: "Người trong tôi, hãy cứ mơ đến đỉnh cao!". Đến Đỉnh Cao vì thế đã hoàn thiện chuỗi thông điệp sống ý nghĩa của Tuổi Hồng Minh Khai trong các kỳ 24, 25 và 26 để từ đó chương trình bước sang một kỷ nguyên thông điệp mới.
Về mặt truyền thông chủ đề, Đội Văn nghệ đã sáng tác ca khúc Phở Gà và trình diễn trực tiếp trong ngày sự kiện. Song song đó, để chuyển tải trọn vẹn thông điệp, Đội Văn nghệ đã biểu diễn chuỗi tiết mục mang tên Đến Đỉnh Cao xoay quanh chủ thể chính là nữ ca sĩ giả tưởng mang tên Nguyễn Thị Tuổi Hồng. Chủ thể này có thể là một tiết mục và cũng có thể là một diễn viên cụ thể trong tiết mục.
Gồm 9 hồi truyện liền mạch, Đến Đỉnh Cao bắt đầu với việc Nguyễn Thị Tuổi Hồng đang ở đỉnh cao sự nghiệp, được mọi người đón nhận và tung hô. Tuy vậy, cô đã gặp scandal lớn khi bị bóc mẽ là một nam chuyển giới. Tiếp tục câu chuyện chính là hồi ức của cô, là hành trình cô phải đối diện với những day dứt về giới tính và mục đích sống trên đời. Sau tất cả, Nguyễn Thị Tuổi Hồng đã mạnh mẽ vượt qua sóng gió và tự tin đi tìm hạnh phúc, một lần nữa rạng rỡ trên đỉnh cao, cùng những người bạn thân thiết và khán giả hâm mộ đón một cái Tết bình an vui vẻ.

### Chương trình Tri ân - Trưởng thành
Chương trình Tri ân - Trưởng thành được tổ chức thường niên gồm chuỗi hoạt động nhân ngày ra trường của khối 12, với sự kiện chính Không Phải Ngày Cuối diễn ra vào ngày kết thúc năm học.

#### Lịch sử
Lễ Tri ân và Trưởng thành vốn là một hoạt động định kỳ của Nhà trường nhằm tạo điều kiện cho học sinh cuối cấp tri ân ơn sinh thành, dưỡng dục của cha mẹ, thầy cô; đánh dấu lứa tuổi trưởng thành; chia sẻ cảm xúc cuối cùng với bạn bè đồng trang lứa. Sự kiện được tổ chức sau Lễ bế giảng năm học (diễn ra vào buổi sáng) trong thời gian từ 2 - 3 tiếng, với sự tham gia của giáo viên, phụ huynh và toàn thể khối 12. Tuy nhiên, vì có thời lượng hạn hẹp trong khi nội dung nhắm đến nhiều đối tượng, mục đích của buổi lễ thường không trọn vẹn do mang tính nghi thức và tập trung vào việc học sinh tri ân cha mẹ, thầy cô mà thiếu đi sự tương tác giữa các học sinh. Đó cũng là nguyên nhân lớn dẫn đến nhiều hành vi tự phát sau buổi lễ như nhảy hồ bơi (hiện đã bị Nhà trường cấm) hoặc chơi bột màu của học sinh.
Cuối năm 2017, hai học sinh cuối cấp là Nguyễn Trọng Nghĩa và Bùi Ngọc Long đề xuất tổ chức một chương trình kỷ niệm vẫn giữ nguyên đặc trưng của Lễ tri ân và trưởng thành, nhưng tạo thêm cơ hội cho học sinh lớp 12 tương tác trực tiếp với cá nhân và với tập thể. Về bản chất, chương trình sẽ tổ chức độc lập vào buổi chiều, tăng thời lượng, thiết kế thêm hoạt động và được vận hành bởi liên hiệp các câu lạc bộ Minh Khai cùng Ban Đại diện khối 12. Với sự hướng dẫn, giúp đỡ từ Phó Hiệu trưởng Nguyễn Minh Bạch Lan, ngày 4/03/2018, dự thảo kế hoạch tổ chức Chương trình Tri ân - Trưởng thành đã được trình lên Ban Giám hiệu Nhà trường.
Chương trình Tri ân - Trưởng thành đầu tiên diễn ra vào chiều 30/05/2018, từ 15g45 đến 21g30. So với kế hoạch ban đầu, hoạt động Lớp học cuối cùng (tổ chức ôn lại kỷ niệm trên lớp học) đã bị loại bỏ vì mâu thuẫn với lịch làm việc của Nhà trường (các lớp học đã bị đóng cửa niêm phong trước đó) và được thay bằng hoạt động Truyền nến.

#### Các hoạt động
Hoạt động tiền sự kiện:
- Gửi tâm thư: Học sinh chuẩn bị trước một phong thư ghi lại hành trình trưởng thành của mình và lời tri ân công sinh thành, giáo dưỡng của phụ huynh để gửi đến họ trong Lễ Tri ân và Trưởng thành.
- Góc tâm tư: Là một khu vực chủ đề được đặt trong sân trường trước khi sự kiện chính diễn ra, đính những giấy ghi chú chứa lời chúc, lời thân mật,... của học sinh toàn trường gửi đến khối 12.

Hoạt động trong Không Phải Ngày Cuối:
- Lễ Tri ân và Trưởng thành
- Trao ruy băng: Trao ruy băng là hình thức để học sinh thổ lộ tâm tư, suy nghĩ, tình cảm của bản thân đối với người họ quý mến. Các dây ruy băng được chia làm 4 loại dành cho 4 đối tượng khác nhau: thầy cô, bạn thân, người mình mến mộ và người mình đang có hiềm khích. Mỗi học sinh được đăng ký tối đa 5 dây.
- Sân khấu cuối cùng: Từng lớp thể hiện một tiết mục tự chọn trong khoảng thời gian 5 phút. Sau đó, đại diện lớp sẽ phát biểu một thông điệp ngắn.
- Dạ vũ: Từng cặp học sinh không phân biệt nam nữ sẽ khiêu vũ cùng nhau trong sân trường. Các động tác khiêu vũ sẽ được BTC làm mẫu rồi quay lại và gửi trực tuyến cho các bạn học sinh luyện tập trước khi chương trình diễn ra.
- Truyền nến: Các lớp sinh hoạt trong vị trí được chỉ định trong khi Ban Đại diện khối 12 tập trung trên sân khấu cùng Hiệu trưởng Nhà trường. Tất cả được phát một ly nến tượng trưng cho khát vọng và ước mơ. Hiệu trưởng đốt ly nến đầu tiên và truyền ngọn lửa này đến Ban Đại diện phía sau. Các thành viên Ban đại diện sau đó về lớp và cứ thế truyền đi ngọn lửa khắp sân trường. Hoạt động này là lời chúc mà Nhà trường gửi đến học sinh cho tương lai phía trước: "Đánh thức khát vọng, thắp sáng ước mơ."Tập tin:TATT 2.jpgHoạt động Truyền nến.

Hoạt động Truyền nến.

#### Chủ đề từng năm

##### Chương trình Tri ân - Trưởng thành 1 '|tiên|'
Trong Toán học, số thực trong giá trị tuyệt đối sau khi phá dấu sẽ mang dấu âm hoặc dương tuỳ vào các điều kiện xác định khác nhau.
Lấy cảm hứng từ đó, |tiên| khi "phá dấu" cũng sẽ lần lượt tạo nên từng từ mang các dấu cùng các ý nghĩa khác nhau, với chỉ duy nhất một điều kiện xác định: là thế hệ 1518 của Minh Khai. Những nghĩa ấy, lần lượt là: "tiên" trong "đầu tiên" (thế hệ chứng kiến nhiều sự thay đổi trong trường), "tiền" trong "tiền thế kỷ" (thế hệ sinh năm 2000 của thế kỷ 20), "tiến" trong "tiến lên" (thế hệ phát triển phong trào học sinh bằng cách thành lập nhiều câu lạc bộ và sự kiện mới), "tiện" trong "tiện gỗ" (thế hệ được mài dũa bởi kỷ luật và sự tôn trọng), "tiễn" trong "tiễn biệt" (thế hệ sắp ra trường), và "tiển" không tồn tại trong từ ngữ Việt Nam (thế hệ có những cá thể đặc biệt và độc nhất).

### Chiến dịch tình nguyện Hoa Phượng Đỏ
Là hoạt động thiện nguyện dịp hè tổ chức bởi Đoàn trường. Đây là lực lượng đông đảo của Chiến dịch tình nguyện Hoa Phượng Đỏ Quận 3, hằng năm, trường có hơn 300 chiến sĩ, đến từ các khối 10 và 11.

## Văn hoá

### Văn học
Nhạc sĩ Phạm Duy trong bài Con đường tình ta đi có nhắc tới người tình học ở Trưng Vương, và sau đó là Gia Long:
Hỡi người tình Gia Long, 
Hỡi người trong cuộc sống
Con đường này xin dâng 
Cho người bình thường 
Màu áo tím, hay được viết gọn là Áo tím Gia Long đã gợi hứng cho nhiều nghệ sĩ sáng tác. Như bài thơ Hoa Trắng Thôi Cài Trên Áo Tím của Kiên Giang Hà Huy Hà:
Mười năm trước em còn đi học
Áo tím điểm tô đời nữ sinh
Hoa trắng cài duyên trên áo tím
Em là cô gái tuổi băng trinh.
Và bài hát "Người yêu của lính" của Trần Thiện Thanh:
Hỡi người em gái Gia Long ơi
Hỡi người em chốn xa xôi 
Áo trinh thơm mùi giấy 
Có khi anh ngỡ là mình quen nhau từ kiếp trước 
Đến bây giờ mơ ước tròn tơ duyên 
Để má em thêm hồng.
"Ngôi trường mọi khi" trong tác phẩm cùng tên của tác giả Nguyễn Nhật Ánh cũng chính là trường THPT Nguyễn Thị Minh Khai - ngôi trường mà con gái ông đã theo học.

### Điện ảnh - Truyền hình
Với dáng vẻ uy nghi cổ kính, trường Trung học Phổ thông Minh Khai từng nhiều lần được chọn làm bối cảnh cho các xuất phẩm điện ảnh và truyền hình, trong đó có thể kể đến phim Mười: Truyền thuyết về bức chân dung, ra mắt năm 2007 (cảnh mở màn)